# Jakob Friedrich Alexander Jung

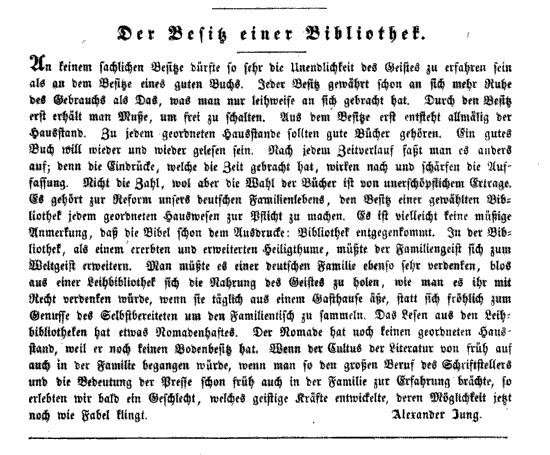
1853. Jedna z publikacji.

Jakob Friedrich Alexander Jung (ur. 28 marca 1799 w Rastenburgu), zm. 20 sierpnia 1884 w Królewcu) – niemiecki pisarz, poeta, filozof, publicysta i krytyk literacki.

## Życiorys
Od 1826 studiował w Berlinie, następnie w Królewcu, gdzie ukończył teologię i filozofię. Rezygnując z dwóch pierwszych imion swoje prace podpisywał jako Alexander Jung. Od 1837 poświęcił się głównie filozofii i krytyce literackiej. W swoich pracach krytycznoliterackich Jung prowadził badania nad twórczością m.in.: Friedricha Hölderlina, Johanna von Goethego czy Friedricha von Schellinga. Za swoje rewizjonistyczne poglądy na temat współczesnych mu Niemiec został ostro skrytykowany przez Fryderyka Engelsa.

## Dzieła
- Königsberg in Preußen und die Extreme des dortigen Pietismus, (1840)
- Vorlesungen über die moderne Literatur der Deutschen, (1842)
- Vorlesungen über sociales Leben und höhere Geselligkeit, (1844)
- Frauen und Männer, oder über Vergangenheit, Gegenwart und Zukunft der beiden Geschlechter, (1847)
- Charactere, Characteristiken und vermischte Schriften, (1848)
- Friedrich Hölderlin und seine Werke, (1848)
- Der Bettler vom James Park, (1850)
- Goethes' Wanderjahre und die wichtigsten Fragen des 19. Jahrhunderts, (1854)
- Briefe über Gutzkow's Ritter vom Geiste, (1856)
- Rosmarin oder die Schule des Lebens, (1862)
- Darwin. Ein komisch-tragischer Roman in Briefen an einen Pessimisten, (1873)